# Беляев, Александр Николаевич (боксёр)
Алекса́ндр Никола́евич Беля́ев (род. 29 августа 1959, Липецк) — советский боксёр, представитель второй средней весовой категории. Выступал за сборную СССР по боксу в конце 1970-х — середине 1980-х годов, чемпион и многократный призёр Советского Союза, чемпион Европы среди юниоров, победитель и призёр ряда крупных международных турниров. На соревнованиях представлял спортивное общество «Трудовые резервы» и город Волгоград, мастер спорта СССР международного класса. Также известен преподаватель, кандидат педагогических наук.

## Биография
Александр Беляев родился 29 августа 1959 года в городе Липецке. Окончил Московское высшее военное командное училище и Волгоградский государственный институт физической культуры.
Активно заниматься боксом начал в Волгограде, проходил подготовку в добровольном спортивном обществе «Трудовые резервы» под руководством заслуженного тренера РСФСР Петра Григорьевича Левитана.
Первого серьёзного успеха на международной арене добился в сезоне 1978 года, когда вошёл в состав советской национальной сборной и побывал на чемпионате Европы среди юниоров в Дублине, где в зачёте средней весовой категории одолел всех своих соперников и завоевал тем самым награду золотого достоинства. Год спустя успешно выступил на командном первенстве СССР в Куйбышеве, выиграл серебряную медаль на международном турнире «Золотой пояс» в Бухаресте и одержал победу на предолимпийском международном турнире в Москве. На чемпионате СССР 1980 года в Ростове-на-Дону сумел дойти до стадии четвертьфиналов, уступив чемпиону мира и Европы Виктору Савченко. Позже добавил в послужной список золото, полученное на международном турнире в Улан-Баторе.
В 1981 году на чемпионате СССР в Ташкенте Александр Беляев выиграл у всех оппонентов по турнирной сетке и тем самым заслужил звание чемпиона страны. Кроме того, в этом сезоне он выиграл бронзовую медаль на международном турнире в Берлине.
На чемпионате СССР 1982 года в Донецке, представляя Советскую Армию, пытался защитить своё чемпионское звание, но в полуфинале потерпел поражение от Владимира Мельника и вынужден был довольствоваться бронзовой наградой. Принял участие в матчевой встрече со сборной США в Москве и взял верх над своим американским соперником. В следующем году на летней Спартакиаде народов СССР в Москве, также имевшей статус чемпионата страны, дошёл во втором среднем весе до финала и в решающем поединке вновь проиграл Владимиру Мельнику. В 1984 году на всесоюзном чемпионате в Ташкенте снова стал серебряным призёром — на этот раз в финале его остановил представитель Алма-Аты Асылбек Килимов. Помимо этого, был лучшим на Кубке химии в ГДР, выиграв в финале у известного немецкого боксёра Маркуса Ботта.
Последний раз показал сколько-нибудь значимый результат на международной арене в сезоне 1985 года, когда боксировал уже в полутяжёлом весе и побывал на традиционном международном турнире в Берлине, где на сей раз попасть в число призёров не смог.
За выдающиеся спортивные достижения удостоен почётного звания «Мастер спорта СССР международного класса».
После завершения спортивной карьеры занялся преподавательской деятельностью. В течение многих лет работал преподавателем на кафедре теории и методики бокса и тяжёлой атлетики Волгоградской государственной академии физической культуры. Кандидат педагогических наук.